# Siete arcángeles

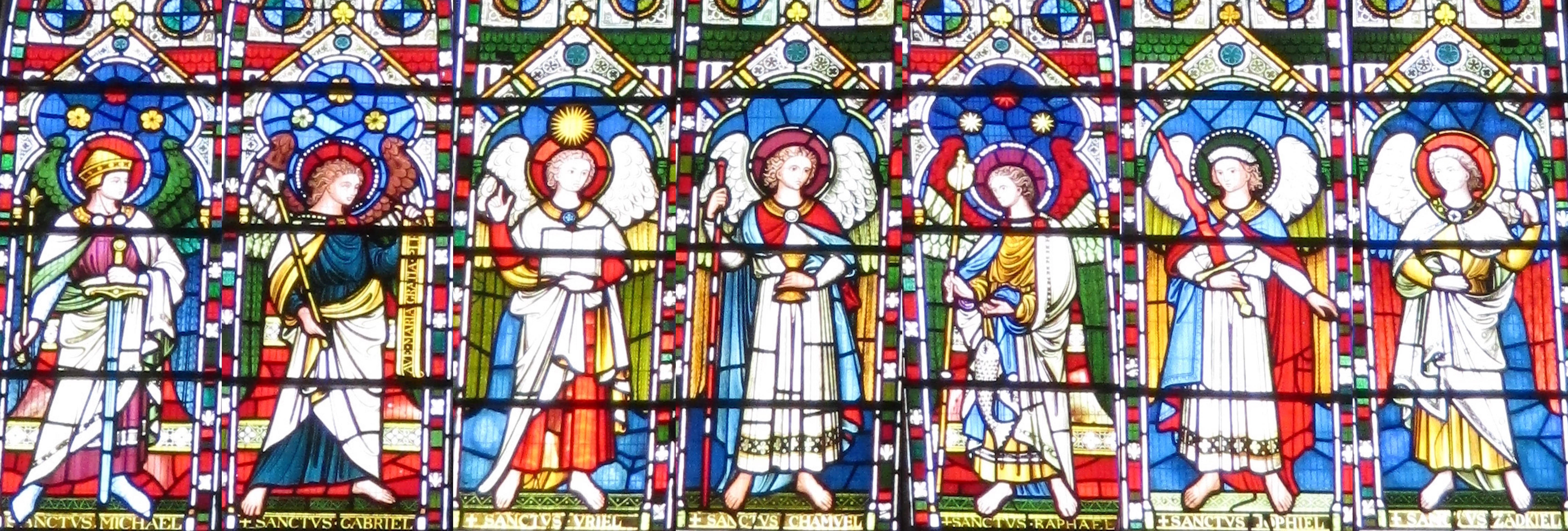
Los siete arcángeles según la Iglesia anglicana, de izquierda a derecha: Miguel, Gabriel, Uriel, Chamuel, Rafael, Jofiel y Zadkiel. Vidriera en la Iglesia de San Miguel y Todos los Ángeles, Brighton.

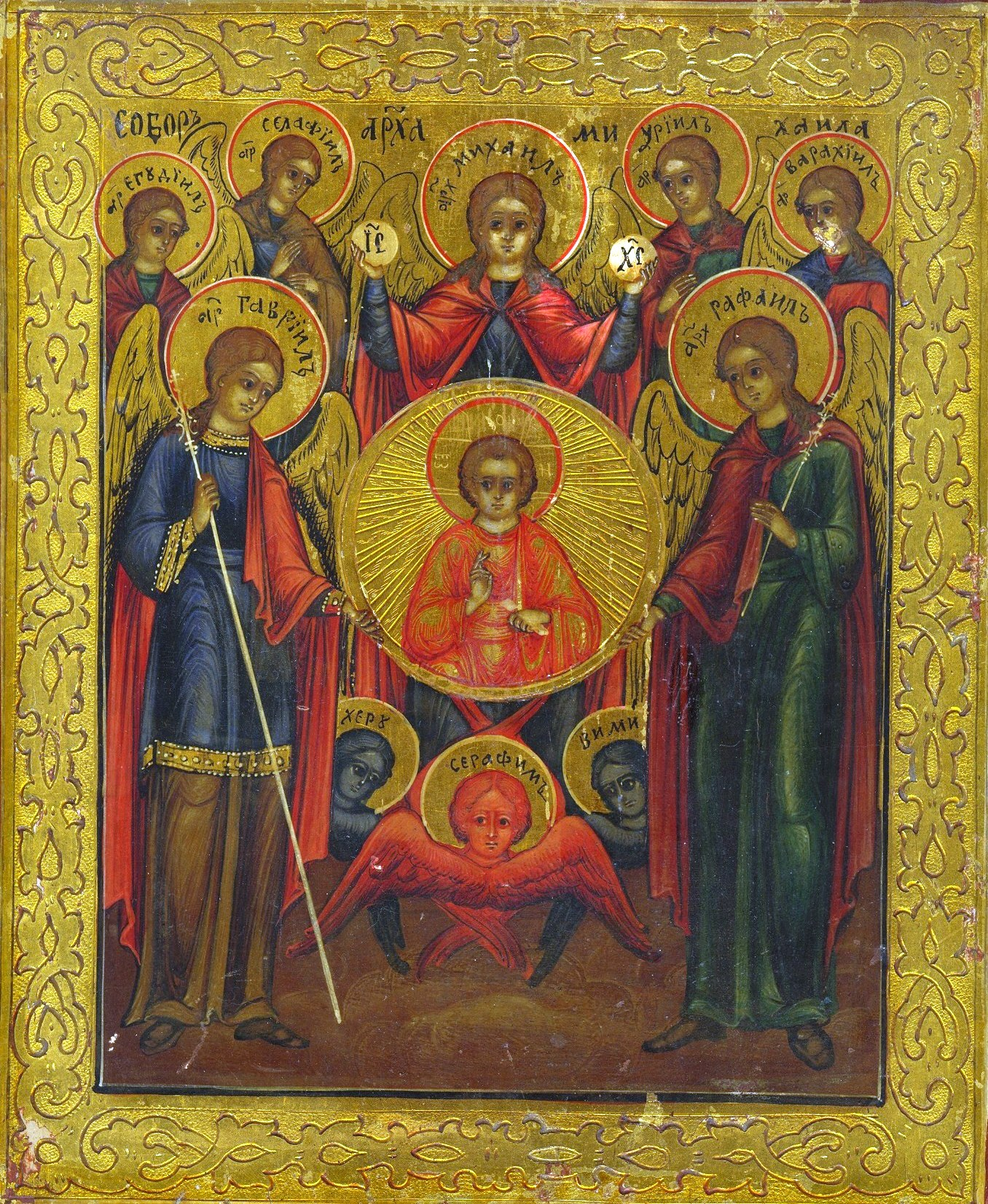
Los siete arcángeles según la Iglesia ortodoxa, de izquierda a derecha: Jegudiel, Gabriel, Sealtiel, Miguel, Uriel, Rafael y Baraquiel. Abajo representaciones de querubines (en azul) y serafín (en rojo).

El sistema de siete arcángeles es un antigua tradición de las religiones abrahámicas. La primera referencia a un sistema de siete arcángeles, como grupo, aparece en Enoch I (el Libro de Enoc), que no forma parte del canon judío, en el que se nombran como: Gabriel, Miguel, Rafael, Uriel, Azrael, Raziel y Sariel.